# Catenaria spinosa
Catenaria spinosa är en svampart som beskrevs av W. Martin 1975. Catenaria spinosa ingår i släktet Catenaria och familjen Catenariaceae.   Inga underarter finns listade i Catalogue of Life.